# Gheorghe Maria
Gheorghe Maria (n. 1955) este un chimist român, membru corespondent al Academiei Române (30 mai 2019).

## Biografie
A absolvit Facultatea de Chimie în anul 1979.
În 1985 a primit Premiul "Nicolae Teclu" al Academiei Române.